# Esla-Campos
Die Comarca Esla-Campos ist eine der zehn landwirtschaftlichen Comarcas in der Provinz León der autonomen Gemeinschaft Kastilien und León.
Sie umfasst 38 Gemeinden auf einer Fläche von 1.392,28 km² mit dem Hauptort Valencia de Don Juan.

## Gemeinden
| Gemeinde                      | Einwohner (2024) | Fläche km² | Dichte Einw./km² | Cod INE | Postleitzahl |
| ----------------------------- | ---------------- | ---------- | ---------------- | ------- | ------------ |
| Algadefe                      | 301              | 15,33      | 20               | 24002   | 24238        |
| Cabreros del Río              | 408              | 24,77      | 16               | 24028   | 24224        |
| Campazas                      | 107              | 20,88      | 5                | 24032   | 24221        |
| Campo de Villavidel           | 205              | 13,97      | 15               | 24033   | 24225        |
| Castilfalé                    | 62               | 25,90      | 2                | 24042   | 24206        |
| Cimanes de la Vega            | 435              | 26,04      | 17               | 24054   | 24239        |
| Corbillos de los Oteros       | 176              | 31,80      | 6                | 24058   | 24225        |
| Cubillas de los Oteros        | 137              | 12,48      | 11               | 24062   | 24224        |
| Fresno de la Vega             | 477              | 15,14      | 32               | 24073   | 24223        |
| Fuentes de Carbajal           | 76               | 32,13      | 2                | 24074   | 24206        |
| Gordoncillo                   | 308              | 23,36      | 13               | 24078   | 24294        |
| Gusendos de los Oteros        | 126              | 24,68      | 5                | 24081   | 24209        |
| Izagre                        | 137              | 44,23      | 3                | 24084   | 24293        |
| Mansilla de las Mulas         | 1.663            | 35,36      | 47               | 24094   | 24210, 24218 |
| Mansilla Mayor                | 324              | 14,48      | 22               | 24095   | 24217        |
| Matadeón de los Oteros        | 221              | 46,44      | 5                | 24097   | 24291        |
| Matanza de los Oteros         | 172              | 53,58      | 3                | 24099   | 24207        |
| Onzonilla                     | 1.942            | 21,78      | 89               | 24105   | 24231        |
| Pajares de los Oteros         | 235              | 61,82      | 4                | 24107   | 24209        |
| San Millán de los Caballeros  | 191              | 24,69      | 8                | 24149   | 24237        |
| Santa Cristina de Valmadrigal | 273              | 40,02      | 7                | 24153   | 24290        |
| Santas Martas                 | 752              | 118,80     | 6                | 24160   | 24330        |
| Toral de los Guzmanes         | 499              | 21,11      | 24               | 24168   | 24237        |
| Valdemora                     | 57               | 13,40      | 4                | 24178   | 24206        |
| Valderas                      | 1.489            | 99,63      | 15               | 24181   | 24220        |
| Valencia de Don Juan          | 5.094            | 58,50      | 87               | 24188   | 24200        |
| Valverde-Enrique              | 152              | 35,90      | 4                | 24190   | 24292        |
| Vega de Infanzones            | 839              | 20,80      | 40               | 24197   | 24346        |
| Villabraz                     | 95               | 36,97      | 3                | 24203   | 24206        |
| Villademor de la Vega         | 291              | 16,63      | 17               | 24207   | 24237        |
| Villamañán                    | 1.076            | 57,80      | 19               | 24212   | 24234        |
| Villamandos                   | 277              | 16,23      | 17               | 24211   | 24238        |
| Villamoratiel de las Matas    | 120              | 37,23      | 3                | 24217   | 24339        |
| Villanueva de las Manzanas    | 502              | 31,89      | 16               | 24218   | 24225        |
| Villaornate y Castro          | 337              | 48,28      | 7                | 24902   | 24222        |
| Villaquejida                  | 803              | 53,42      | 15               | 24221   | 24235        |
| Villasabariego                | 1.148            | 59,79      | 19               | 24225   | 24219        |
| Villaturiel                   | 1.838            | 57,02      | 32               | 24227   | 24226        |
| Comarca Esla-Campos           | 23.345           | 1.392,28   | 17               | –       | –            |